# Sall
Sall er en by i Østjylland med 211 indbyggere  (2024), beliggende 5 km sydvest for Haurum, 3 km sydøst for Thorsø og 4 km nordvest for Hammel. Sall hører til Favrskov Kommune og ligger i Region Midtjylland.
Byen hører til Sall Sogn, og Sall Kirke ligger i byen.
Byen blevet kåret til Årets Landsby i 2018 af Region Midtjylland

## Faciliteter
Haurum-Sall Centralskole blev oprettet i 1963 ved sammenlægning af skolerne i Haurum og Sall. Den blev nedlagt af kommunen i 2009, hvorefter forældrene tog initiativ til oprettelse af Frijsendal friskole, der nu har 142 elever, fordelt på 0.-9. klassetrin. I 1990 blev det lille fritidshjem Satellitten oprettet i den tidligere inspektørbolig, og i 1993 blev børnehaven Trekløveren oprettet i tilknytning hertil. I 2007 blev den udvidet med en vuggestue. SFO'en Solsikken er et tilbud til børn i 0.-3. klasse.
Sall Forsamlingshus, der har plads til 100 personer, ejes og drives af Sall Beboerforening, der blev dannet i 1988 ved sammenlægning af Sall Borgerforening og forsamlingshuset.

## Historie
Byen har tidligere været kaldt Sal, Sald og Salle.

### Jernbanen
1914-56 havde Sall station på Aarhus-Hammel-Thorsø Jernbane. Ved banens åbning havde Sall knap 25 gårde og huse, skole, bibliotek fra 1872, spare- og lånekasse fra 1886, forsamlingshuset fra 1893, andelsmejeri fra 1910, kro, savværk, smedje og købmandshandel. Med banen kom der brevsamlingssted på stationen, som blev betjent af en ekspeditrice, hvis mand var baneformand. I løbet af banens levetid kom der flere forretninger: brugsforening, slagter, bager og tricotage. En købmand opførte i 1937 sit eget pakhus i forlængelse af banens.
Stationsbygningen, der blev tegnet af Aarhus-arkitekten Thorkel Møller, er bevaret på Borgergade 72.

### Kommunen
Haurum-Sall sognekommune indgik ved kommunalreformen i 1970 i Hammel Kommune, som ved kommunalreformen i 2007 indgik i Favrskov Kommune.

## Berømte bysbørn
- Jacob Jensen, lærer i Sall var medlem af Folketinget 1854-55 og 1867-69